# Богдановцы (Деражнянский район)
Богда́новцы (укр. Богданівці) — село в Деражнянском районе Хмельницкой области Украины.
Население по переписи 2001 года составляло 857 человек. Почтовый индекс — 32211. Телефонный код — 3856. Занимает площадь 2,453 км². Код КОАТУУ — 6821580401.

## Местный совет
32211, Хмельницкая обл., Деражнянский р-н, с. Богдановцы, ул. Советская, 13